# Prehnita
La prehnita és un mineral de la classe dels silicats (inosilicats). Va ser anomenada així l'any 1788 per Abraham Gottlieb Werner en honor del coronel holandès Hendrik von Prehn, qui la va descobrir l'any 1774 al cap de Bona Esperança, a Sud-àfrica.

## Característiques
La prehnita és un mineral que cristal·litza en el sistema ortoròmbic. Pot presentar-se amb una forma globular (esfèric o gairebé esfèric), en agregats en forma d'estalactites o reniformes (en forma de ronyó). La seva duresa a l'escala de Mohs és de 6 a 6,5, equiparable amb l'ortosa i lleugerament inferior que la del quars. La seva ratlla és blanca i té una bona exfoliació. La seva fórmula és Ca₂Al₂Si₃O10(OH₂), i pot contenir impureses de titani, ferro, magnesi, sodi, potassi i aigua.

## Formació i jaciments
Es forma en esquerdes de roques volcàniques bàsiques (han de tenir calci), en roques ígnies i, amb menys freqüència, amb roques de metamorfisme de grau baix. Apareix omplint cavitats en la roca, formant geodes o revestint fractures. És un mineral secundari format per l'alteració de plagiòclasis (conjunt de feldespats, subgrup dels silicats) bàsiques de gabres i amfibolites. Acostuma a aparèixer amb zeolites (un tipus de tectosilicats) i per això sovint es creu que també ho és. La zeolita amb la qual apareix més freqüentment és la laumontita. Altres minerals associats són datolita, girolita, fluorapofil·lita, quars, calcita, coure, pectolita, estilbita i d'altres zeolites.
Existeixen jaciments importants al Cap de Bona Esperança (Sud-àfrica), a diversos indrets dels Estats Units, a Bombai (Índia). A Europa hi ha jaciments a Alemanya i al Delfinat (França). A Espanya es trobà al jaciment de Caravaca (Múrcia). Als territoris de parla catalana se'n poden trobar exemplars a Malpàs (Alta Ribagorça) i a les ofites d'Estopanyà (Baixa Ribagorça).

## Varietats
La patricianita és l'única varietat de prehnita coneguda, i es tracta d'una varietat rosada, trobada comunament en els basalts de la península de Keweenaw, Michigan. Pot contenir clorita entremesclada i inclusions de coure natiu, i es pot confondre amb la thomsonita-Ca.